# Palazzo dell’Orologio
A Palazzo dell’Orologio, az Órapalota az olaszországi Pisa második legnagyobb terén, a Piazza dei Cavalierin (Lovagok tere) áll. A palota mai formáját a 17. század elején, 1605 és 1608 között nyerte el.

## Története
A palota helyén a középkorban két épület állt, amelyeket a kezdetektől boltív kötött össze. A bal oldalon egy lakótorony, a Palazzotto della Giustizia állt, amely a pisai magisztrátus székhelye volt. A jobb oldali épület az úgynevezett Éhség-torony volt, amelyben a hagyomány szerint a hazaárulással megvádolt, majd halálra éheztett Ugolino della Gherardesca gróf és fiai pusztultak el 1288-ban.
A 17. század elején a két épületet a boltív fölött összekötve egybeépítették. A homlokzatot freskókkal díszítették, amelyek java része mára eltűnt. A kicsi harangtornyot 1696-ban építették a palota tetejére.
1804-től a térnek nevet adó Szent István lovagrend idősebb tagjai laktak a palotában, illetve egészségügyi intézmény működött benne. Később francia, majd állami tulajdonba került, azután ismét magánkézbe adták. 1919-ben Baly-Alberto della Gherardesca gróf vette meg, aki felújíttatta az épületet, és a homlokzatra négy csúcsíves ablakot építtetett. Az épületben ma a Scuola Normale Superiore könyvtára működik.

## Érdekesség
A legenda szerint Ugolino della Gherardesca saját gyermekeinek holttestét ette börtönében. A történetet Dante Alighieri is megénekelte Isteni színjáték című munkájában. A Pokol XXXIII. énekében a gróf újra és újra beleharap és rágja az őt megvádoló Ruggieri érsek fejét. Így beszél a gróf Babits Mihály fordításában gyermekeinek felfalásáról: "S már vakon keresém négy fiacskámat kezemmel / s két nap nevük egyre mondtam, / míg többre ment az éhség, mint a bánat!"